# Edward Aggrey-Fynn
Edward Aggrey-Fynn (Costa de Oro británica, 24 de noviembre de 1934-Cape Coast, Ghana, 1 de enero de 2005) fue un futbolista y entrenador de fútbol de Ghana que jugó en la posición de centrocampista.

## Carrera

### Club
| Periodo   | Club             |
| --------- | ---------------- |
| 1961-1962 | Hearts of Oak    |
| 1962-1963 | Real Republicans |
| 1964-1965 | Hearts of Oak    |

### Selección nacional
Jugó para Ghana en 9 ocasiones de 1960 a 1964 y anotó cuatro goles; participó en los Juegos Olímpicos de Tokio 1964 y ganó la Copa Africana de Naciones 1963,

### Entrenador
Fue entrenador de la selección nacional en la Copa Africana de Naciones 1994.

## Logros

### Club
- Liga de fútbol de Ghana (2): 1961/62, 1962/63
- Copa de Ghana (1): 1962/63

### Selección nacional
- Copa Africana de Naciones (1): 1963